# Fortezza v Rethymnu
Fortezza v Rethymnu je opevněná citadela v krétském městě Rethymno. Po pádu Kypru v roce 1571 během osmansko-benátské války začali Benátčané opevňovat ostrov. Stavba pevnosti začala 13. září roku 1573. Nakonec byla stejně dobyta Osmanskou říší v roce 1646.